# Церковь Иоанна Богослова (Ивановское)
Церковь Иоанна Богослова — православный храм в посёлке Ивановское Кингисеппского района Ленинградской области. Построен в начале XX века

## История
Село Ивановское, в котором находится церковь, было пожаловано императором Николаем I Александру Ивановичу Блоку, прадеду поэта Александра Блока. К началу XX века село принадлежало Наталье Ивановне Гирс, внучке А. И. Блока. В 1901 году Наталья Ивановна начала возводить каменную церковь около дороги, ведущей из деревни Поречье в усадьбу. Проект храма в псевдорусском стиле составил архитектор и зодчий Синода Василий Косяков, а расчёт свода сделал инженер-архитектор Пётр Трифонов. Архитектор в качестве прототипа использовать образы московских церквей XVII века с шатровыми колокольнями, луковичными главками и богатыми узорами. Проект предполагал пятиглавый четверик с симметричными алтарём и притворами. Строили храм на пожертвования крестьянина деревни Ветки Михаила Емельяновича Емельянова, а также при содействии Натальи Гирс и местных крестьян. Гирс возглавила строительную комиссию и частично финансировала строительство.
Церковь была приписана к приходской церкви в Ястребине. Однако, поскольку число населения в селе быстро росло, Священный Синод 23 марта 1911 года открыл в нём отдельный приход. Первым настоятелем храма стал священник Павел Дмитровский (впоследствии архиепископ Таллинский Павел). Церковным старостой был назначен А. И. Николаев.
Храм освятили в 1909 году во имя апостола Иоанна Богослова. В 1936 году его закрыли. 
Перед войной в церкви располагался пост воздушного наблюдения Красной армии. После оккупации села 14 июля 1941 года месяц здесь стоял фронт, и в ходе боевых действий колокольня была разрушена. После войны храм продолжили разбирать на кирпич.
В 1998 году у храма водрузили деревянный крест, как символ начала восстановления храма. В 2001 году храм передан общине. С 2004 года здесь вновь начались службы. Здание находится в стадии восстановления.